# Piranga (Minas Gerais)
Piranga est une municipalité brésilienne de l'État du Minas Gerais et la microrégion de Viçosa.